# Antonio Stradivari

Antonio Stradivari

Antonio Stradivari (cunoscut și ca Stradivarius; n. 1644, Cremona - d. 18 decembrie 1737, Cremona), a fost un cunoscut lutier, un creator italian de instrumente muzicale cu coarde, în special viori, rămase celebre până astăzi.
Antonio Stradivari a făurit aproximativ 1.100 instrumente din care circa 600 au rămas cunoscute astăzi. A construit în atelierul său din Cremona viori, viole, violoncele, chitare dar și o harpă, actualmente aflată în proprietatea Academiei de muzică din Neapole, Italia. Instrumentele sale sunt, pe lângă sunetul deosebit și rareori egalat, o investiție financiară foarte bună. În ultimii 40 de ani prețul instrumentelor semnate Stradivarius a crescut de peste 200 de ori, ajungându-se astăzi a fi estimate la 6-7 milioane de Euro per instrument (ceea ce ar însemna circa de 500 de ori greutatea lor în aur), și sunt în continuă creștere.

## Denumirea viorilor lui Stradivarius
Viorile și mai toate celelalte instrumente stradivariene au fost botezate de-a lungul timpului (Soil, Doamna Tennant, Elder, Tuscan, Medici, Amarillys Fleming, etc.), fiecare având o istorie pe măsură. A avut elevi celebri, ca Ruggeri, Bergonzi, sau Omobono Stradivari, fiul său. Alături de Giuseppe Guarneri del Gesu, este considerat un etalon în domeniul său. Numărul copiilor realizate după viorile sale este remarcabil (milioane în toată lumea). Multe mistere s-au născut de-a lungul timpului legate de sunetul instrumentelor sale, vorbindu-se mai ales de lac, lemn, rareori despre lucrătura sa perfectă (Emiliano Sacconi, unul dintre cei mai mari lutieri contemporani le dedica acestora o carte, unde dovedește că sunt toate simple legende, lucrătura fiind singura care face diferența). Un fapt interesant este că lemnul provine din zona munților Balcani, dar și a arcului carpatic, adunându-se dovezi chiar că ar proveni de lângă Mănăstirea Putna.

## Etapele creației instrumentelor sale

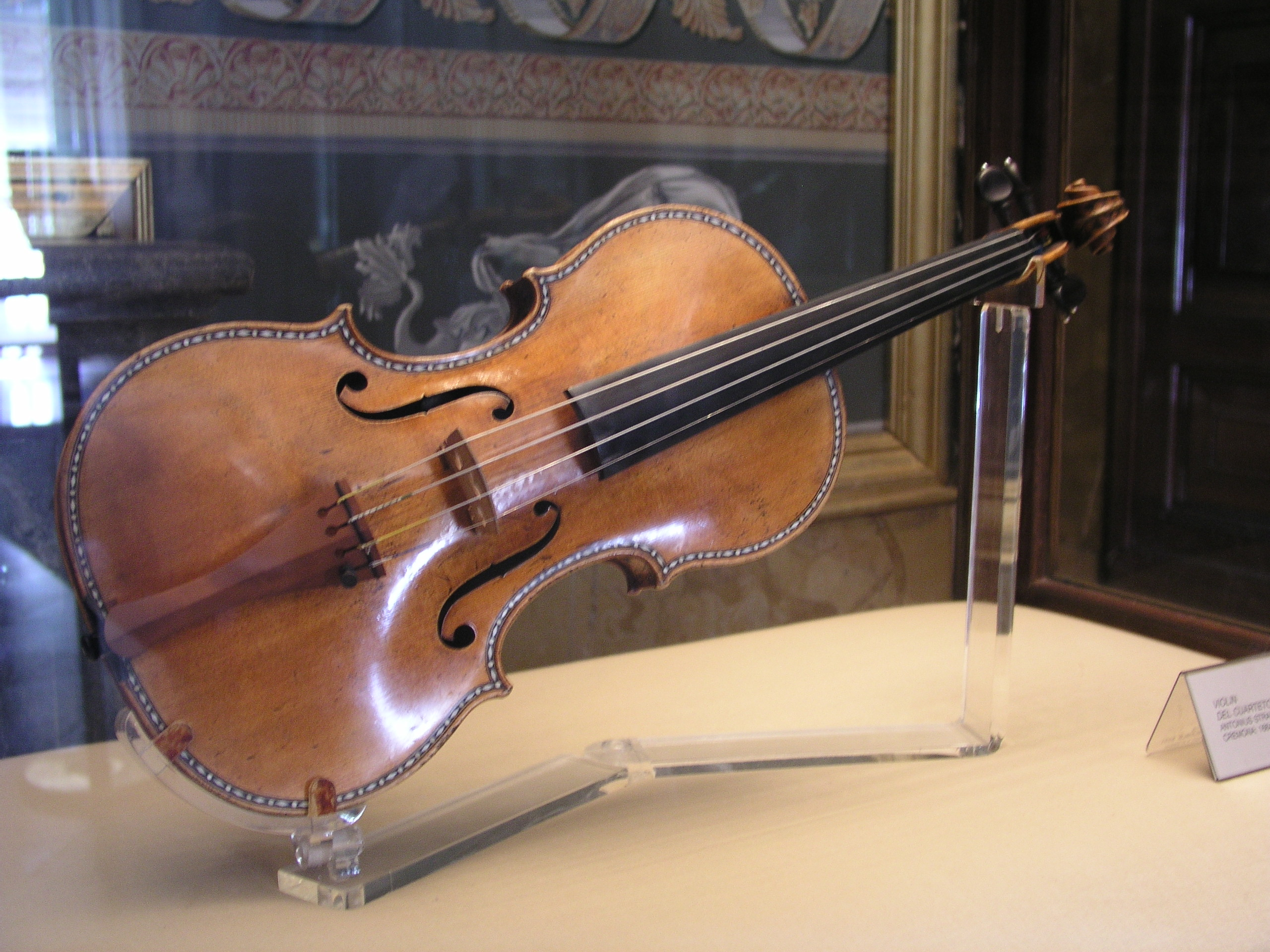
Vioară Stradivarius II, circa 1687

Creația sa se distinge în trei mari perioade. Prima, influențată de maestrul său, Amati, (1665-1700) în care construiește viori după modelul acestuia. A doua (1700-1730) sau "golden age" este perioada în care a creat cele mai distinse instrumente (a ajuns la măestria deplină la 70 de ani) și ultima, în care a fost ajutat de fiul său, Omobono, datorită vârstei înaintate decedând la 93 de ani. După moartea maestrului, în atelierul său au fost găsite 92 de instrumente, printre care și celebra vioară "Messeas" la care nu s-a cântat niciodată, expusă într-un muzeu și evaluată la 20-30 milioane euro. Cu toate acestea, autenticitatea ei este pusă sub semnul întrebării de marii experți în domeniu, printre care și Stewart Pollens.